# Département d'astronomie de l'université de Belgrade
Le département d'astronomie (en serbe : Катедра за астрономију / Katedra za astronomiju) de la faculté de mathématiques de l'université de Belgrade est le seul département distinct spécialisé en astronomie, en Serbie, bien que l'astronomie soit enseignée dans d'autres universités serbes,.
L'histoire de l'enseignement de l'astronomie à Belgrade remonte à 1880, quand l'astronomie et la météorologie ont été introduites dans le programme de la Grande École de Belgrade, université de Belgrade aujourd'hui. Depuis lors, reconnus au niveau international, les professeurs serbes, comme Milan Nedeljković, Djordje Stanojević, Milutin Milanković et Vojislav Misković, ont enseigne l'astronomie au sein du département.
Actuellement (2012-2013), Dejan Urošević est le chef du département, qui compte une dizaine membres du corps professoral. Le département d'astronomie propose BSc, MSc et PhD. Récemment, le département a rejoint le consortium AstroMundus (en).
Le département d'astronomie publie le Serbian Astronomical Journal tous les deux ans, avec un comité scientifique en anglais. La revue est publiée conjointement avec l'Observatoire astronomique de Belgrade.